# العلاقات الإسرائيلية المارشالية
العلاقات الإسرائيلية المارشالية هي العلاقات الثنائية التي تجمع بين إسرائيل وجزر مارشال.

## مقارنة بين البلدين
هذه مقارنة عامة ومرجعية للدولتين:
| وجه المقارنة                                              | إسرائيل                                                             | جزر مارشال                     |
| --------------------------------------------------------- | ------------------------------------------------------------------- | ------------------------------ |
| المساحة (كم2)                                             | 20.77 ألف                                                           | 181                            |
| عدد السكان (نسمة)                                         | 8.89 مليون                                                          | 53.13 ألف                      |
| الكثافة السكانية (ن./كم²)                                 | 428.02                                                              | 29.35 ألف                      |
| العاصمة                                                   | القدس                                                               | ماجورو                         |
| اللغة الرسمية                                             | اللغة العبرية، اللغة العربية                                        | لغة إنجليزية، اللغة المارشالية |
| العملة                                                    | شيكل إسرائيلي جديد، شيكل إسرائيلي قديم، جنيه فلسطيني، جنيه إسرائيلي | دولار أمريكي                   |
| الناتج المحلي الإجمالي (بليون دولار)                      | 350.85 مليار                                                        | 199.40 مليون                   |
| الناتج المحلي الإجمالي (تعادل القوة الشرائية) بليون دولار | 306.51 مليار                                                        | 207.25 مليون                   |
| الناتج المحلي الإجمالي الاسمي للفرد دولار أمريكي          | 35.73 ألف                                                           | 3.38 ألف                       |
| الناتج المحلي الإجمالي للفرد دولار أمريكي                 | 36.58 ألف                                                           | 3.80 ألف                       |
| مؤشر التنمية البشرية                                      | 0.899                                                               |                                |
| رمز المكالمات الدولي                                      | +972                                                                | +692                           |
| رمز الإنترنت                                              | .il                                                                 | .mh                            |
| المنطقة الزمنية                                           | توقيت إسرائيل، Israel Summer Time ‏                                  | ت ع م+12:00                    |

## منظمات دولية مشتركة
يشترك البلدان في عضوية مجموعة من المنظمات الدولية، منها:
| علم المنظمة | اسم المنظمة                   | تاريخ انضمام إسرائيل | تاريخ انضمام جزر مارشال |
| ----------- | ----------------------------- | -------------------- | ----------------------- |
|             | مؤسسة التنمية الدولية         | 22 ديسمبر 1960       | 19 يناير 1993           |
|             | الأمم المتحدة                 | 11 مايو 1949         | 17 سبتمبر 1991          |
|             | مؤسسة التمويل الدولية         | 26 سبتمبر 1956       | 23 سبتمبر 1992          |
|             | منظمة الشرطة الجنائية الدولية | ?                    | ?                       |
|             | الاتحاد الدولي للاتصالات      | 24 يونيو 1948        | 22 فبراير 1996          |
|             | يونسكو                        | 16 سبتمبر 1949       | 30 يونيو 1995           |
|             | البنك الدولي للإنشاء والتعمير | 12 يوليو 1954        | 21 مايو 1992            |

## وصلات خارجية
- موقع وزارة الخارجية الإسرائيلية